# 二硫化铂
二硫化铂是铂的一种硫化物，化学式 PtS2。

## 制备
二硫化铂可以由硫和铂直接反应而成。
{\displaystyle \mathrm {Pt+2\ S\longrightarrow PtS_{2}} }

## 性质
二硫化铂是一种深灰色固体，为碘化镉结构，晶格参数 a = 353.7 pm 和 c = 501.9 pm。